# Rhamphomyia erinacioides
Rhamphomyia erinacioides är en tvåvingeart som beskrevs av Malloch 1919. Rhamphomyia erinacioides ingår i släktet Rhamphomyia och familjen dansflugor.
Artens utbredningsområde är Alaska. Inga underarter finns listade i Catalogue of Life.